# Oorlogsherdenkingsmunt voor de Jaren 1848-1849
De Oorlogsherdenkingsmunt voor de Jaren 1848-1849 (Duits: Kriegsdenkmünz für 1848/49) werd in 1879 door de groothertog van Mecklenburg-Schwerin ingesteld. De munt herdenkt het ingrijpen van Mecklenburgse soldaten in de vrijheidsstrijd van de Duitse burgers die dat jaar met veel geweld en repressie werd onderdrukt. De troepen van het zeer reactionaire Mecklenburg-Schwerin traden met name in het groothertogdom Baden op om het streven naar democratie te onderdrukken.
Deze Oorlogsherdenkingsmunt was in Mecklenburg-Schwerin de tweede in zijn soort. Een Oorlogsherdenkingsmunt voor de Jaren 1808-1815, (Duits: Kriegsdenkmünze für 1808-1815) werd pas op 30 april 1841 door groothertog Paul Frederik van Mecklenburg-Schwerin ingesteld.
De munt, de onderscheiding mocht geen "medaille" heten, was bestemd voor de veteranen uit Mecklenburg-Schwerin van de campagnes van 1848-1849.

## Het versiersel
De herdenkingsmunt kreeg de vorm van een ronde bronzen medaille.
Op de voorzijde staat de opdracht "Für treuen Dienst im Kriege" binnen een lauwerkrans. Op de keerzijde staat het gekroonde monogram "FM" met daaronder het jaartal "1848". De ring is aan de munt gesoldeerd en op de zijkant is soms een inscriptie, steeds de naam van de gedecoreerde veteraan, aangebracht.
Men droeg de medaille aan een blauw-oranje-blauw lint op de linkerborst.